# Gyömbér Gábor
Gyömbér Gábor (Makó, 1988. február 27. –) magyar válogatott labdarúgó.

## Pályafutása
Gyömbér Makón született, onnan került a Fradi utánpótlásához. Később egy rövid ideig Brazíliában kereste kenyerét, majd Magyarországra visszatérve előbb a Sopron, utána pedig a Lombard Pápa labdarúgója lett. Pápán közel 100 NB1-es meccset játszott. 2012 nyarán tért vissza a nevelőegyesületébe, és lett újra a Ferencváros játékosa. 2013-2014-es szezon második felétől kezdve az FTC csapatkapitánya. A posztot Józsi György kevés játéklehetősége után kapta meg. Bajnoki címet (2016), két-két Magyar Kupát (2015, 2016), Ligakupát (2013, 2015) és Szuperkupát (2015, 2016) nyert a zöld-fehérekkel, igaz sérülései miatt a 2015-16-os majd az azt követő őszi idényben kevés játéklehetőséghez jutott Thomas Doll csapatánál. 2017. január 7-én aláírt a másodosztályú Puskás Akadémiához. 2022 májusában visszavonult,  majd a Ferencváros játékosmegfigyelő-csapatához csatlakozott.

## Válogatott
A válogatottba először Egervári Sándor hívta meg 2012 szeptemberében az Andorra ellen készülő válogatottba. Debütálása egy évre rá 2013. szeptember 10-én Észtország ellen volt.

## Magánélete
Édesapja Gyömbér Péter, a Makó FC jövőbeli reménységeit nevelő Marosmenti Utánpótlás Football Club elnöke; a labdarúgónak két fiútestvére van. 10 év együttlét után, 2014-ben feleségül vette barátnőjét, Németh Nikolettet.

## Sikerei, díjai
Lombard Pápa
- Magyar másodosztályú ezüstérmes: 2009

 Ferencvárosi TC
- Magyar bajnok: 2016
- Magyar ligakupa-győztes: 2013, 2015
- Magyar első osztály-bronzérmes: 2014
- Magyar kupa-győztes: 2015, 2016
- Magyar első osztály-ezüstérmes: 2015
- Magyar szuperkupa-győztes: 2015, 2016
- KK Hét legjobb játékosa (Index.hu Drukkerkocsma): 2014. 06. 22.

## Statisztika

### Mérkőzései a válogatottban
| Magyarország | Magyarország         | Magyarország                    | Magyarország | Magyarország | Magyarország | Magyarország | Magyarország | Magyarország |
| #            | Dátum                | Helyszín                        | Hazai        | Eredmény     | Vendég       | Kiírás       | Gólok        | Esemény      |
| ------------ | -------------------- | ------------------------------- | ------------ | ------------ | ------------ | ------------ | ------------ | ------------ |
| 1.           | 2013. szeptember 10. | Budapest, Puskás Ferenc Stadion | Magyarország | 5 – 1        | Észtország   | vb-selejtező | -            | 76'          |
|              | Összesen             |                                 |              | 1            | mérkőzés     |              | 0            | gól          |